# Phytometra signifera
Phytometra signifera is een vlinder uit de familie van de spinneruilen (Erebidae). De wetenschappelijke naam van deze soort is voor het eerst voorgesteld als Antarchaea signifera door George Francis Hampson in een publicatie uit 1926.
De soort komt voor in Ghana.